# Rasmus Thelander
Rasmus Thelander (født 9. juli 1991) er en dansk fodboldspiller, som spiller for Lyngby Boldklub i den danske Superliga.

## Akademisk Boldklub Gladsaxe
Rasmus Thelander blev i 2011 udtaget til årets hold i 1. division.
Thelander var i november 2011 til prøvetræning hos Roda JC, der angiveligt ville hente ham i sommerpausen 2012.

## AaB
AaB hentede i sommeren 2012 forsvarsspilleren Rasmus Thelander i AB. Forsvarstalentet skrev under 2-årig kontrakt. I starten af 2014 skrev Rasmus Thelander under på en forlængelse af sin kontrakt, så den løber til 2016. Han skiftede tilbage til AaB i 2019, efter et ophold i Vitesse i den hollandske liga.

## Panathinaikos
Den 2. juli 2015 skrev Thelander under med græske Panathinaikos. Han var blevet anbefalet af den tidligere Panathinaikosspiller René Henriksen, og fik en fireårig kontrakt.
FC Zürich
I august 2017 skifter Thelander til FC Zürich på en fri tranfer. Han er løst fra hans kontrakt i Panathinaikos på grund af manglende lønudbetaling. Han har skrevet en 2-årig kontrakt.

## Titler
- AaB
  - Superligaen: 2013/14
  - DBU Pokalen: 2014
- FC Zürich
- Swiss Cup: 2017–18[15]
- Individuel
  - Årets pokalfighter 2014[16]